# Ormont-Dessous
Ormont-Dessous é uma comuna da Suíça, no Cantão Vaud, com cerca de 1000 habitantes. Estende-se por uma área de 63,37 km², de densidade populacional de 16 hab/km². Confina com as seguintes comunas: Aigle, Château-d'Oex, Corbeyrier, Leysin, Ollon, Ormont-Dessus, Villeneuve. 
A língua oficial nesta comuna é o Francês.